# Nobiles Officinae

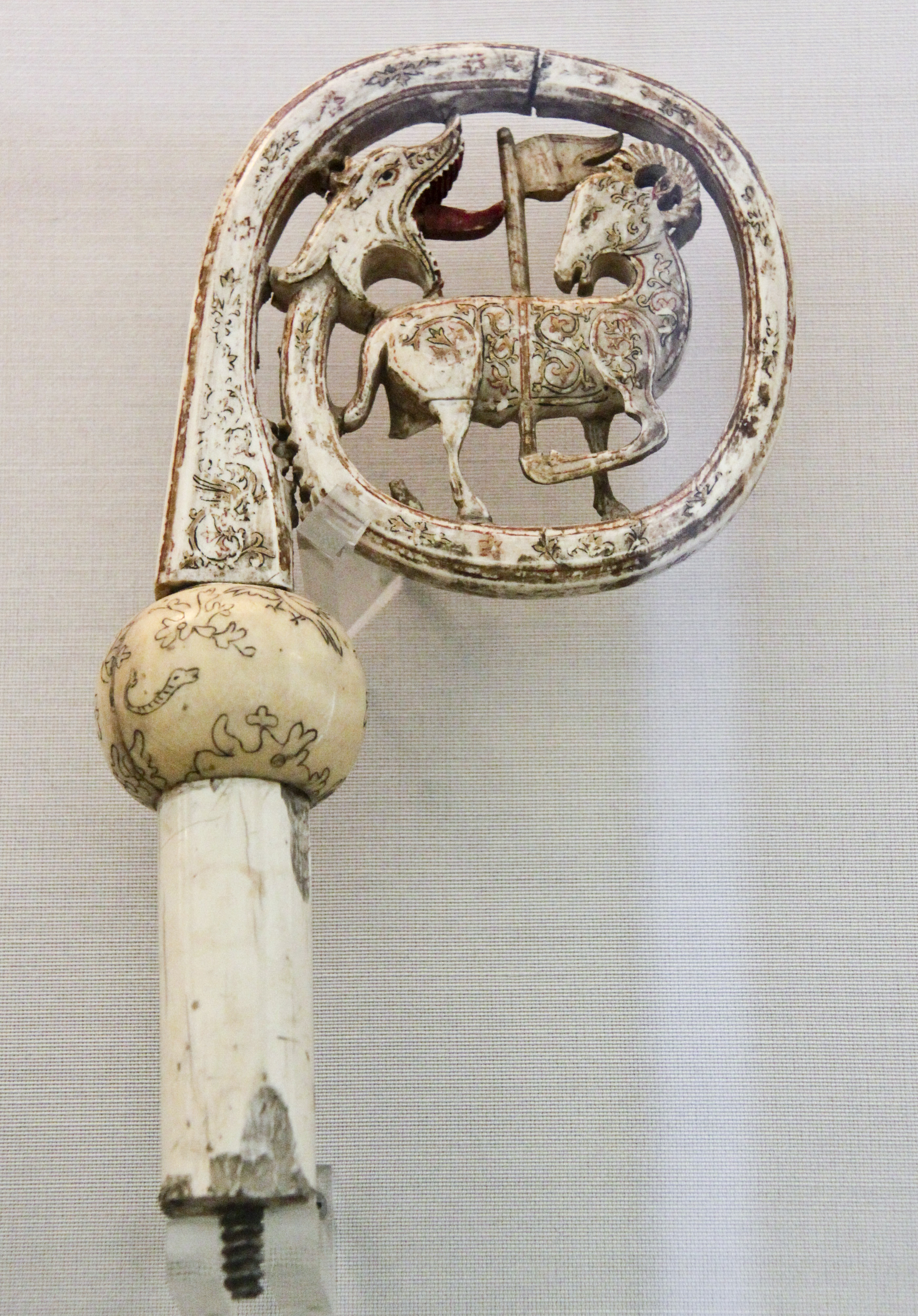
Bàcul,.

Nobiles Officinae era la denominació de les manufactures reials del regne normand de Sicília (segles xii i xiii), especialment vinculats a la cort a Palerm del rei Roger II de Sicília, gran mecenes de totes les arts, que es van desenvolupar al voltant d'una eclèctica cultura normand-àrab-romana d'Orient.

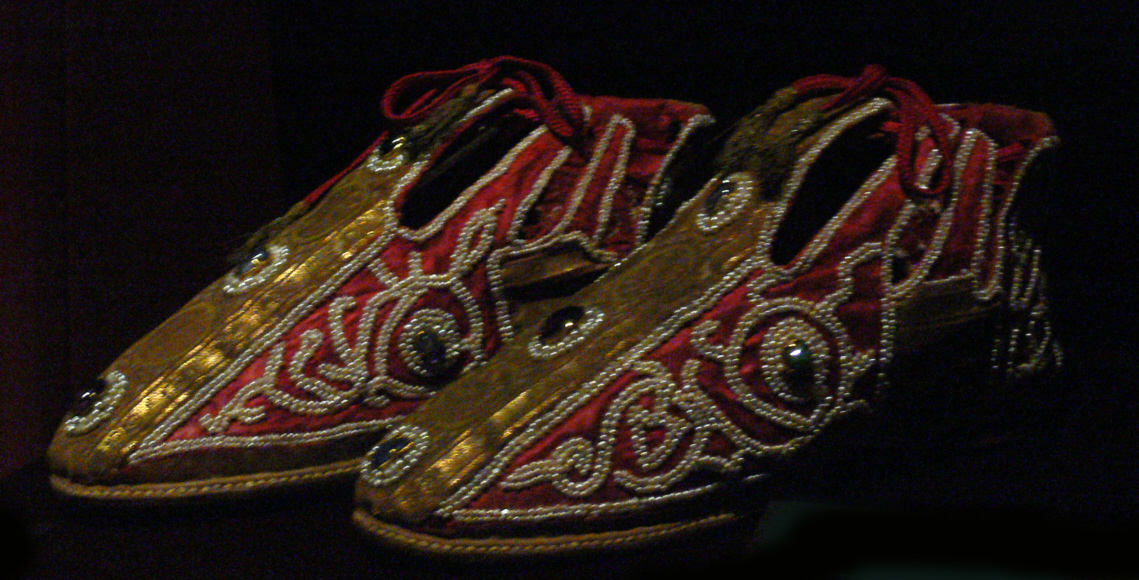
Sabates de la coronació imperial

S'usaven materials nobles, com ara el bronze, els metalls preciosos, la seda, l'ivori i les pedres precioses, per a la realització de tota classe d'objectes litúrgics i d'ús sumptuari, com les vestidures de la coronació imperial (anteriors a 1220) que es conserven al Hofburg de Viena. La decoració incloïa tota mena de motius, mitològics, bíblics i geomètrics.
L'expressió Nobiles Officinae apareix esmentada per primera vegada en una carta d'Hugo Falcando datada el 1190.